# Excentricidad (matemática)

Diferentes secciones cónicas para diferentes valores de la excentricidad. Nótese que al aumentar la excentricidad disminuye la curvatura.

Secciones cónicas

En matemática y geometría la excentricidad (ε) es un parámetro que determina el grado de desviación de una sección cónica con respecto a una circunferencia.
Este es un parámetro importante en la definición de elipse, hipérbola y parábola:
Para cualquier punto perteneciente a una sección cónica, la razón de su distancia a un punto fijo F (foco) y a una recta fija l (directriz) es siempre igual a una constante positiva llamada excentricidad (ε).

## Notación tradicional
La designación tradicional de la excentricidad es la letra griega ε (llamada épsilon) y es preferible no usar la letra e para designar la misma porque e se reserva para la base de los logaritmos naturales o neperianos (véase número e).

## Excentricidad de las cónicas

Secciones cónicas

- La excentricidad de una circunferencia es 0 (ε = 0).
- La excentricidad de una elipse es mayor que cero y menor que 1 (0 < ε < 1).
- La excentricidad de una parábola es 1 (ε = 1).
- La excentricidad de una hipérbola es mayor que 1 (ε > 1).

| Sección cónica | Ecuación cartesiana                                             | Excentricidad (ε)                                      | Ecuación polar                                                                      |
| -------------- | --------------------------------------------------------------- | ------------------------------------------------------ | ----------------------------------------------------------------------------------- |
| Circunferencia | {\displaystyle x^{2}+y^{2}=a^{2}\,}                             | {\displaystyle 0\,}                                    | {\displaystyle \rho =a\,}                                                           |
| Elipse         | {\displaystyle {\frac {x^{2}}{a^{2}}}+{\frac {y^{2}}{b^{2}}}=1} | {\displaystyle 0<{\sqrt {1-{\frac {b^{2}}{a^{2}}}}}<1} | {\displaystyle \rho ={\frac {a}{1+\cos \theta {\sqrt {1-{\frac {b^{2}}{a^{2}}}}}}}} |
| Parábola       | {\displaystyle y=a{x^{2}}+b\,}                                  | {\displaystyle 1\,}                                    | {\displaystyle \rho ={\frac {a}{1+\cos \theta }}}                                   |
| Hipérbola      | {\displaystyle {\frac {x^{2}}{a^{2}}}-{\frac {y^{2}}{b^{2}}}=1} | {\displaystyle 1<{\sqrt {1+{\frac {b^{2}}{a^{2}}}}}}   | {\displaystyle \rho ={\frac {a}{1+\cos \theta {\sqrt {1+{\frac {b^{2}}{a^{2}}}}}}}} |

Donde a es la longitud del semieje mayor en el caso de la elipse o semieje real en el caso de la hipérbola y b es la longitud del semieje menor en la elipse o semieje imaginario en la hipérbola.

## Astronomía
Los cuerpos ligados gravitacionalmente entre sí describen órbitas en forma de elipse. La excentricidad de la órbita de un objeto se calcula de acuerdo con la fórmula anterior y expresa el grado de desviación con respecto a una órbita circular.
| Planeta  | Excentricidad |
| -------- | ------------- |
| Mercurio | 0,205 630 69  |
| Venus    | 0,006 773 23  |
| Tierra   | 0,016 710 22  |
| Luna     | 0,054 900 60  |
| Marte    | 0,093 412 33  |
| Júpiter  | 0,048 392 66  |
| Saturno  | 0,054 150 60  |
| Urano    | 0,047 167 71  |
| Neptuno  | 0,008 585 87  |
| Plutón   | 0,248 807 66  |

## Óptica
En el globo ocular, se llama excentricidad a la distancia desde cualquier punto de la retina a su centro. La resolución en la retina varía con la excentricidad ya que los conos se ubican principalmente en la zona de excentricidad 0°, que es el punto considerado como centro retiniano (llamado fóvea; zona de mayor poder resolutivo), y su densidad decrece con la excentricidad.